# My Kind of Christmas
My Kind of Christmas è il terzo album in studio e album natalizio della cantante pop statunitense Christina Aguilera, pubblicato nel 2000 dall'etichetta RCA.
L'album contiene cover di note canzoni e brani inediti di tema natalizio ed è stato promosso dai brani The Christmas Song e Christmas Time.

## Accoglienza
Il progetto discografico ha ricevuto recensioni generalmente negative, in particolar modo a riguardo della produzione accostata alla voce della cantante. Stephen Thomas Erlewine, redattore di AllMusic, ha scritto che «nessuna delle nuove canzoni scritte per l'album è un successo», ma tuttavia risulta essere un «divertente progetto dance-pop natalizio» che tuttavia «potrebbe non aggiungere nuove sfumature al catalogo discografico della Aguilera».
Jaan Uhelszki di Rolling Stone ha criticato l'album definendolo «freddo, forzato ed esagerato», affermando che l'album «è solo un'altra occasione per mettere in mostra la formidabile voce e atteggiamenti scenografici della Aguilera senza un briciolo di sincerità o calore». Anche Chris Willman di Entertainment Weekly ritiene che «la Aguilera esagera così tanto [con la voce] che non ci sarebbe stato abbastanza ossigeno nella cabina di registrazione per sostenere un'altra forma di vita», definendola vocalmente «fuori controllo» tanto da «rovinare alcuni arrangiamenti moderni e raffinati con la sua estenuante insistenza nel rendere ogni altra sillaba un tour de force di ottave».

### Recensioni posteriori
Negli anni successivi il progetto discografico ha ottenuto nuove recensioni generalmente favorevoli, discostatesi dalle precedenti.
In una recensione del 2016, la scrittrice di Billboard Taylor Weatherby ha affermato che Aguilera «non ha avuto paura di fare suoi» i classici natalizi «mettendo in mostra la sua gamma vocale», supportata da nuovi brani che «fanno emergere il suo lato R&B», definendo These Are the Special Times il miglior brano scritto per l'album. Weatherby, sostenendo che il progetto sia «straordinario», ha osservato  che «per qualche ragione, l'album della Aguilera non è proprio uno di quelli che vengono diffusi ogni anno quando le stazioni radio locali entrano in piena modalità natalizia».
Nel 2019 Emily Marcus di Us Weekly lo ha classificato tra i dieci migliori album natalizi di sempre e lo ha definito un «album natalizio indimenticabile» che «rimarrà sempre uno dei preferiti di sempre». Nello stesso anno Shannon Barbour di Cosmopolitan scrive che My Kind of Christmas sia «un album festivo di qualità» definendo la traccia Angels We Have Heard on High, trovandolo «sottovalutato» dalla critica musicale precedente, poiché «anche se non siete religiosi, potreste ritrovarvi a intonare questa canzone e persino a mettervi in ginocchio per puro rispetto della bravura di questa donna».

## Tracce
CD (RCA 693432 (BMG) / EAN 0078636934327)
1. Christmas Time – 4:02 (Alex Alessandroni, Chaka Blackmon, Steven Brown, Ray Cham, Ron Fair)
2. This Year – 4:14 (Christina Aguilera, Lauren Christy, Graham Edwards, Charlie Midnight, Scott Spock)
3. Have Yourself a Merry Little Christmas – 4:03 (Hugh Martin, Ralph Blane)
4. Angels We Have Heard on High – 4:11 – Canzone tradizionale
5. Merry Christmas, Baby (feat. Dr. John) – 5:44 (Lou Baxter, Johnny Moore)
6. O Holy Night – 4:52 (Adolphe-Charles Adam, John Sullivan Dwight)
7. These Are Special Times – 4:31 (Diane Warren)
8. This Christmas – 4:01 (Donny Hathaway, Nadine McKinnor)
9. The Christmas Song (Chestnuts Roasting On An Open Fire) – 4:25 (Mel Tormé, Robert Wells)
10. Xtina's Xmas – 1:32 (Christina Aguilera)
11. The Christmas Song (Chestnuts Roasting On An Open Fire) (Holiday Remix) – 4:03 (Mel Tormé, Robert Wells)

Durata totale: 45:38

## Classifiche
| Classifica (2000) | Posizione raggiunta |
| ----------------- | ------------------- |
| Stati Uniti       | 28                  |